# Matchball für die Liebe
Matchball für die Liebe ist eine Fernsehserie für Jugendliche, die das Leben in der Tennis-Akademie „Cascadia“ schildert.

## Die Serie
Im Sportinternat „Cascadia“ werden Tennis-Nachwuchsspieler gefördert. Das Training zielt auf die Elite-Klasse und ist entsprechend ausgerichtet. Dabei sind die Schüler noch in der Pubertät und haben eigentlich ganz andere Sorgen – über Freundschaft, Neid, verbotene Genüsse wie Schokolade und die erste Liebe. Und die Noten der normalen Schulfächer müssen auch noch bewältigt werden. Das ist ganz schön viel für die wenigen Jahre bis zum Erwachsenwerden; da bleiben Konflikte nicht aus. Aber die Protagonisten finden trotz aller Probleme auch Zeit, ihr Leben zu genießen.
Außer in Kanada selbst wird die Serie in verschiedenen Ländern gezeigt, zum Beispiel in Frankreich, den Niederlanden, Italien und Deutschland. Die Ausstrahlungsrechte für Deutschland hat der Kinderkanal/KI.KA erworben, allerdings wurden bisher nur die ersten 26 Folgen gesendet. In Österreich läuft die Serie auf ORF 1.

## Produktion
Matchball für die Liebe wird von „Galafilm Inc.“/Kanada in Koproduktion mit „Marathon S.A.“/Frankreich für den kanadischen Jugendsender „YTV“ hergestellt. Die Studios befinden sich in St. Césaire, Québec / Kanada.
Die Produktion wurde von einem tragischen Unfall überschattet.

## Der Unfall

### Hergang
Während der Dreharbeiten zu Staffel 1 verunglückte am 8. September 2003 der Wagen mit den Darstellern Jaclyn Linetsky und Vadim Schneider (beide 17 Jahre alt) auf dem Weg ins Filmstudio. Der Minivan geriet außer Kontrolle und prallte frontal mit dem Gegenverkehr zusammen. Beide Jungschauspieler waren sofort tot.

### Verarbeitung
Zum Unfallzeitpunkt war Folge 11 fertig gedreht. Um das Ausscheiden der Figuren „Megan“ und „Sébastien“ zu begründen, treten beide in Folge 13 eine fiktive Turnierreise nach Europa an. Das Flugzeug stürzt ab, und alle Passagiere kommen ums Leben. Die Schüler von „Cascadia“ müssen jetzt den Verlust ihrer Klassenkameraden verarbeiten. Damit wird auch in der Serie eine angemessene Trauer um die verstorbenen Darsteller ermöglicht.

## Staffeln
| Staffel 1: | Folge 1 – 26  |
|            | gedreht: 2003 |
| Staffel 2: | Folge 1 – 14  |
|            | gedreht: 2004 |
| Staffel 3: | Folge 1 – 14  |
|            | gedreht: 2005 |

## Besetzung
| Schauspieler                                                                                 | Rollenname           |
| -------------------------------------------------------------------------------------------- | -------------------- |
| Sarah-Jeanne Labrosse                                                                        | Sunny Capaduca       |
| Laurence Leboeuf                                                                             | Cody Myers           |
| Jaclyn Linetsky †                                                                            | Megan O’Connor       |
| Meaghan Rath                                                                                 | Adena Stiles         |
| Vadim Schneider †                                                                            | Sébastien Dubé       |
| Kyle Switzer                                                                                 | Rick Geddes          |
| Max Walker                                                                                   | Gary 'Squib' Furlong |
| Als Trainer:                                                                                 |                      |
| Thierry Ashanti                                                                              | Artie Gunnerson      |
| Als Präsident:                                                                               |                      |
| Charles Powell                                                                               | Harold Bates         |
| Nach dem Tod von Linetsky und Schneider wurden zwei neue Darsteller in die Serie eingeführt: |                      |
| Amanda Crew                                                                                  | Tanis McTaggart      |
| Nwamiko Madden                                                                               | Cameron White        |
| In Staffel 2 wurde ein neuer Darsteller in die Serie eingeführt:                             |                      |
| Tyler Hynes                                                                                  | Nate Bates           |
| In Staffel 3 wurden drei neue Darsteller in die Serie eingeführt:                            |                      |
| Christian Schrapff                                                                           | Jesse Siegel         |
| Jemima West                                                                                  | Cassidy Paine        |
| Als neuer Trainer:                                                                           |                      |
| Anthony Lemke                                                                                | Daniel Brock         |